# Torrent de Sant Miquel
|  | Per al tributari de la riera de Gaià, vegeu Torrent de Sant Miquel (Vallès Occidental). |

El torrent de Sant Miquel és un torrent de Mallorca que neix al peu de les muntanyes de Selva i Campanet i desemboca a l'Albufera. Es tracta d'un dels torrents més importants de l'illa, el més cabalós de les Balears, amb una conca hidrogràfica d'uns 150 km², que ocupa tot el vessant sud de la serra de Tramuntana de Biniatzent i el puig dels Tossals Verds fins al Puig Tomir i la serra de Gaieta. Malgrat tot, i atesa la naturalesa càrstica del seu llit, només porta aigua els mesos més plujosos.
Com molts de torrents de Mallorca, el seu naixement és incert: segons unes fonts, neix a l'església de Sant Miquel de Campanet, al Pla de Tel, per la confluència del torrent de Comafreda i el torrent de Maçana; segons altres, neix força més amunt, a la possessió dels Albellons, al terme de Selva, per la confluència del torrent de Comafreda i el torrent dels Picarols. El seu principal tributari és el torrent de Búger, continuació del torrent de Maçanella, el qual, malgrat tot, del naixement fins a la confluència és gairebé el doble de llarg.

## Curs
Segons diverses fonts cartogràfiques, el torrent de Sant Miquel neix a la possessió dels Albellons, al terme de Selva, per la confluència del torrent del Guix o de Comafreda (marge dret), que neix en aquesta possessió, al peu del puig de Massanella, i continua pel Guix; i del torrent dels Picarols (marge esquerre), que prové de les Figueroles i recull l'aigua del torrent d'Alcanella, al peu del Puig Tomir.
Al cap de pocs metres, el torrent abandona l'alta muntanya i entra al Raiguer, passant per Binibona i la possessió de Binixiri, i al pas per aquests indrets rep també el nom de torrent de Binibona i torrent de Binixiri. A l'altura de Monnàber Vell i just davant el Pont de Santiani, pel marge esquerre rep les aigües del torrent d'en Carròs o de la Font de la Pega, que neix als comellars de la serra del Pas d'en Bisquerra. A l'altura de l'església de Sant Miquel de Campanet, entre les coves de Campanet i Gabellí, just davant el Pont Nou, pel marge esquerre rep les aigües del torrent de Maçana, que porta les aigües de tota la vall del camí de Pollença.
Una vegada passat entre Son Corró i Ullaró, el torrent abandona el Raiguer entra dins la plana de la marjal. A l'altura de Can Gelabert, en el punt més occidental del terme de Búger, pel marge dret rep les aigües del torrent de Búger. Finalment, entra a l'Albufera pel canal de la Siurana, i desemboca a la badia d'Alcúdia pel Canal Gran, confluint amb el torrent de Muro.

## Denominació
El torrent rep el nom (que ja figura al mapa del Cardenal Despuig) de l'església de Sant Miquel de Campanet, una antiga església de repoblament situada a la vora del torrent, a la confluència amb el torrent de Maçana. Addicionalment, també rep els noms de Torrent Gros i Torrent Vell.
Com és habitual a Mallorca, el torrent té noms addicionals segons el curs, prenent el nom dels accidents geogràfics i les propietats que recorre. Així, també es coneix amb els noms de torrent de Binibona, de Binixiri, de Santiani i de Monnàber al seu pas per aquestes possessions.